# Mojácar

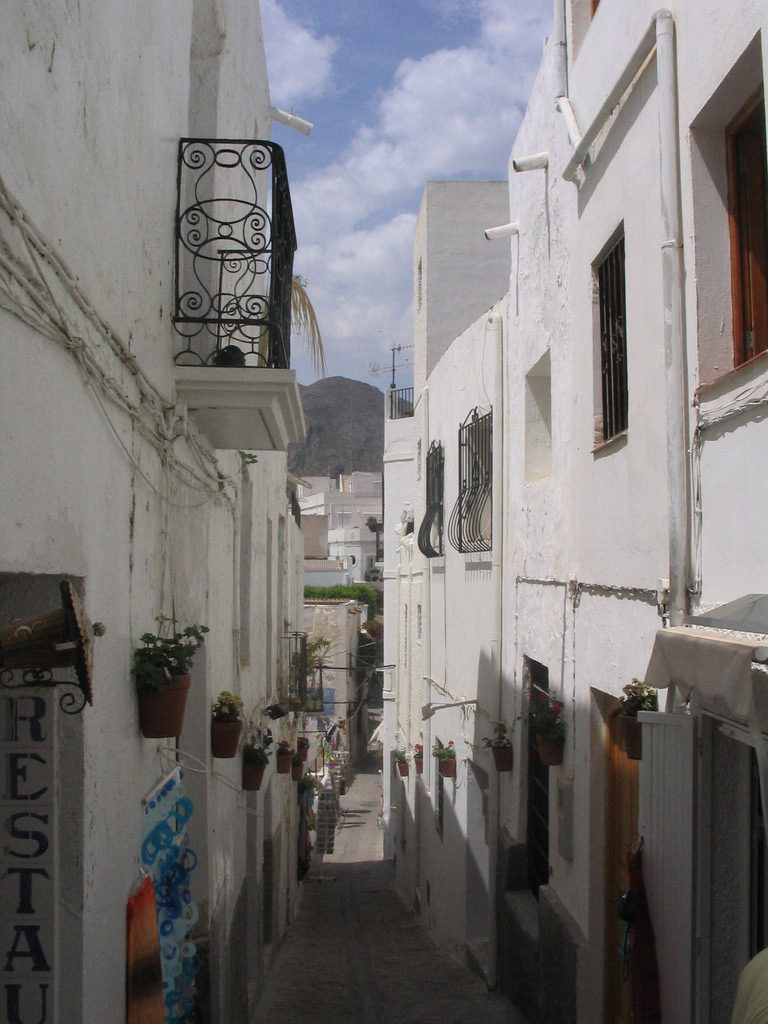
Uliczka w mieście

Mojácar – miasto w Hiszpanii, położone w Andaluzji, w prowincji Almeríi. Ośrodek turystyczny. Powierzchnia - 72 km², liczba mieszkańców - 8,090 (2011).
Symbolem miasta jest Indalo, mężczyzna trzymający nad głową rozpostartą tęczę - symbol przymierza człowieka z Bogiem. W miasteczku w jednym z centralnych miejsc znajduje się źródełko wody - jako symbol zwycięstwa i porzucenia zwierzchności arabskiej.